# Gershon Kingsley
Gershon Kingsley, nome d'arte di Götz Gustav Ksinski (Bochum, 28 ottobre 1922 – New York, 10 dicembre 2019), è stato un compositore tedesco naturalizzato statunitense.
Considerato un pioniere della musica elettronica per sintetizzatore moog, fu fondatore del First Moog Quartet nonché membro del duo Perrey & Kingsley insieme a Jean-Jacques Perrey. Fu il compositore di Popcorn, brano poi popolarizzato dagli Hot Butter.

## Biografia
Kingsley nacque con il nome Götz Gustav Ksinski nel 1922 a Bochum, in Germania, da madre cattolica e da padre ebreo. Nel 1938 lasciò la Germania per trasferirsi in un kibbutz assieme ai suoi genitori. Questi ultimi emigrarono successivamente negli Stati Uniti; Kingsley li raggiunse otto anni più tardi.
La sua carriera musicale iniziò con la pubblicazione di The In Sound from Way Out!, un album registrato assieme a Jean-Jacques Perrey. Il duo Perrey-Kingsley registrò anche Kaleidoscopic Vibrations: Spotlight on the Moog e si sciolse poco tempo dopo. Kingsley pubblicò successivamente Music to Moog By, un classico della musica per sintetizzatore moog contenente soprattutto cover di altri autori quali i Beatles, Beethoven, e Simon and Garfunkel. La sua pubblicazione seguente, First Moog Quartet, è un'antologia di registrazioni dal vivo tratte da un tour. A causa della presenza di brani spoken word e narrazioni di poesia beat accompagnati da note e rumori in sottofondo, l'album si rivelò essere uno dei più sperimentali del suo repertorio. Durante la propria carriera, Kingsley adoperò il moog per poi suonare i primi sintetizzatori digitali Fairlight e Synclavier.
Nel 2005, Kingsley dichiarò che, ascoltando una macchina per popcorn nel 1969, aveva deciso di comporvi un motivo musicale ispirandosi al suo suono. Dopo che ebbe realizzato la traccia in studio usando esclusivamente un sintetizzatore, essa venne pubblicata tre mesi più tardi nell'album Music to Moog By con il titolo Popcorn e divenne il primo brano elettronico ad ottenere un successo internazionale. Numerosi musicisti hanno riproposto delle cover di Popcorn, essi includono gli Hot Butter, Jean-Michel Jarre, Aphex Twin, Herb Alpert and the Tijuana Brass, Marsheaux, Muse, Crazy Frog, Il guardiano del faro e i Muppet. Particolarmente interessante è anche la versione di copertina de La Strana Società del 1972.
A Kingsley sono attribuiti Baroque Hoedown, brano usato dalla Walt Disney Company nelle "Main Street Electrical Parade" ("parata elettrica di Main Street") inscenate nei suoi parchi a tema; e The Savers, un tema usato dal programma televisivo americano The Joker's Wild. Realizzò anche una sigla per il canale televisivo WGBH-TV, trasmesso negli Stati Uniti.
Kingsley condusse e arrangiò numerosi musical di Broadway e compose musiche per film, programmi televisivi e spot pubblicitari. Inoltre realizzò composizioni di musica classica da camera e Raoul, la sua opera più recente, venne rappresentata a Brema nel 2008. Le sue composizioni sono eclettiche e spaziano dalla musica sperimentale a quella popolare. Sue sono anche composizioni religiose ispirate alla musica rock. Durante la sua attività di compositore ottenne alcuni riconoscimenti, quali due nomination al Tony Award per essere stato il Miglior Conduttore e il Miglior Direttore di un Musical, due Clio Awards per la sua attività pubblicitaria, e il Lifetime Achievement da parte della Bob Moog Foundation.
Malato da tempo, muore nel 2019 all'età di 97 anni.

## Discografia parziale
- 1966 The in Sound from Way Out! (con Jean-Jacques Perrey)
- 1967 Kaleidoscopic Vibrations: Spotlight on the Moog (con Jean-Jacques Perrey)
- 1969 Music to Moog By
- 1970 First Moog Quartet
- 1970 Switched-On Gershwin
- 1991 The Essential Perrey and Kingsley
- 2005 Voices from the Shadow
- 2006 God Is a Moog
- 2007 Vanguard Visionaries: Perrey and Kingsley
- 2009 Silent Night, Bloody Night (Original Motion Picture Soundtrack)

### Film score
- 1969 Swap
- 1970 Ha-Timhoni (The Dreamer)
- 1973 Sugar Cookies
- 1974 Silent Night, Bloody Night